# ピットシルベニア郡 (バージニア州)
ピットシルベニア郡（英: Pittsylvania County）は、アメリカ合衆国バージニア州の南部に位置する郡である。2010年国勢調査での人口は63,506人であり、2000年の61,745人から2.9%増加した。郡庁所在地はチャタム町（人口1,269人）であり、同郡で人口最大の町は国勢調査指定地域のマウントハーモン（人口3,966人）である。
ピットシルベニア郡とその南部にある独立市ダンビル市を合わせてダンビル大都市圏を作っている。郡内にアメリカ合衆国では最大、世界でも第7位の未開発ウラニウム鉱床がある。

## 歴史

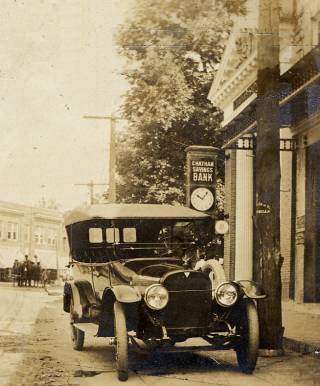
チャタムのメインストリート、1922年頃

当初「ピットシルベニア」という名前は、主に現在のウェストバージニア州にあったイギリスの植民地に付けられる予定だったが、その植民地は実現しなかった。この植民地は後にバンダリアと呼ばれることになり、現在のピッツシルベニアとの関連は無い。
ピットシルベニア郡は1767年にハリファックス郡から分離して設立された。郡名は、1766年から1768年までイギリスの首相を務め、イギリスの厳しい植民地政策に反対したウィリアム・ピット（大ピット）に因んで名付けられた。
1777年、郡の西部がヘンリー郡になった。
モード・クレメントの『ピットシルベニア郡の歴史』には次のような記述がある。
郡経済はタバコが主流であり、次第に奴隷労働力への依存が高まっていった。町あるいは商業中心の無い郡だった。主要河川の流れるプランテーション町が唯一の交易点であり、その状態はダンビルの町が出現するまで続いた。
南北戦争まえのダンビル市の歴史は町とその発展に影響を与えた農園主との関係を表している。

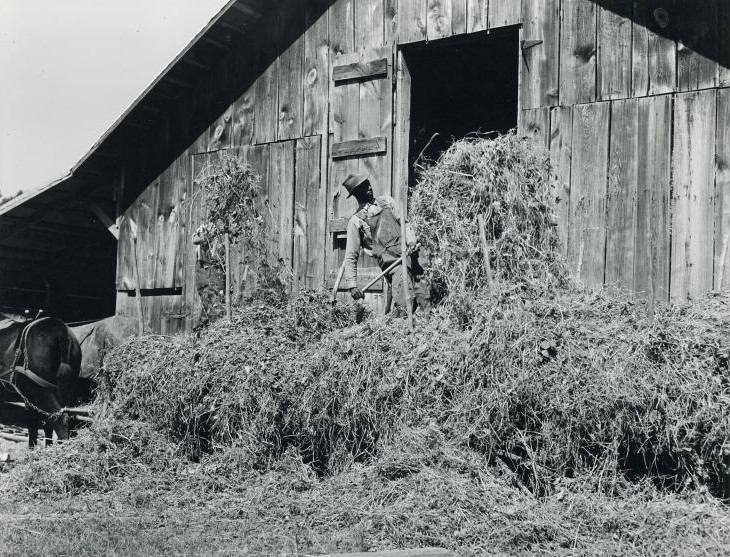
干し草の積み上げの様子、ピットシルベニア郡ブレアズ、1939年、マリオン・ポスト・ウォルコット撮影

## 地理
アメリカ合衆国国勢調査局に拠れば、郡域全面積は978平方マイル (2,530 km2)であり、このうち陸地971平方マイル (2,510 km2)、水域は7平方マイル (18 km2)で水域率は0.76%である。総面積で州内最大の郡である。

### 地区
ピットシルベニア郡は7つの地区に分かれている。バニスター、カランズ・グレトナ、チャタム・ブレアズ、ダンリバー、スタントンリバー、タンストール、ウェストオーバーの各地区である。

### 主要高規格道路
- アメリカ国道29号線
- アメリカ国道58号線
- アメリカ国道360号線
- バージニア州道40号線
- バージニア州道41号線
- バージニア州道51号線
- バージニア州道57号線
- バージニア州道360号線

### 隣接する郡と独立市
- ベッドフォード郡 - 北西
- キャンベル郡 - 北東
- ハリファックス郡 - 東
- キャスウェル郡 (ノースカロライナ州) - 南東
- ダンビル市 - 南
- ロッキンガム郡 (ノースカロライナ州) - 南西
- ヘンリー郡 - 西南西
- フランクリン郡 - 西北西

## 人口動態
以下は2000年国勢調査による人口統計データである。
| 基礎データ - 人口: 61,745人 - 世帯数: 24,684 世帯 - 家族数: 18,216 家族 - 人口密度: 25人/km2（64人/mi2） - 住居数: 28,011軒 - 住居密度: 11軒/km2（29軒/mi2） 人種別人口構成 - 白人: 75.00% - アフリカン・アメリカン: 23.66% - ネイティブ・アメリカン: 0.14% - アジア人: 0.19% - その他の人種: 0.37% - 混血: 0.63% - ヒスパニック・ラテン系: 1.23% 年齢別人口構成 - 18歳未満: 23.0% - 18-24歳: 7.2% - 25-44歳: 28.8% - 45-64歳: 26.6% - 65歳以上: 14.3% - 年齢の中央値: 40歳 - 性比（女性100人あたり男性の人口） - 総人口: 95.4 - 18歳以上: 92.9 | 世帯と家族（対世帯数） - 18歳未満の子供がいる: 30.4% - 結婚・同居している夫婦: 58.3% - 未婚・離婚・死別女性が世帯主: 11.7% - 非家族世帯: 26.2% - 単身世帯: 23.4% - 65歳以上の老人1人暮らし: 9.8% - 平均構成人数 - 世帯: 2.49人 - 家族: 2.93人 収入と家計 - 収入の中央値 - 世帯: 35,153米ドル - 家族: 41,175米ドル - 性別 - 男性: 30,105米ドル - 女性: 21,382米ドル - 人口1人あたり収入: 16,991米ドル - 貧困線以下 - 対人口: 11.8% - 対家族数: 8.6% - 18歳未満: 14.8% - 65歳以上: 16.6% |

## 町
- チャタム - 郡庁所在地
- グレトナ
- ハート

### 未編入の町
| - マウントハーモン - バチェラーズホール - ブレアズ - ブロスビル - チョークレベル - ドライフォーク - グリット - キーリング - マウントエアリー | - ピッケラルズクロッシング - ピッツビル - レナン - リングゴールド - ソナンズ - ストレートストーン - ウィットルズデポ - タイトスクィーズ |